# 日露通信社
日露通信社（にちろつうしんしゃ）とは、かつてソ連に存在した日本の国策通信社である。旧日露貿易通信社。1918年11月創刊。1934年6月25日、露西亜通信社に吸収された。

## 日露倶楽部
日露通信社の露字新聞の日本総支局は日露倶楽部であり、日露倶楽部は1925年4月に再設立されている (なお、以前の日露倶楽部は1913年より存在しており、ロシア内戦中は内部に白系露字新聞「デーロ、ロシー」の発行所を置いていた)。
ソ連側は、極東銀行、極東貿易局 (ダリゴストルグ、-1931年)、全露中央消費購買組合 (ツエントロサユーズ)が日露倶楽部の会員に申し込んでいた。なお、ソ連側のアドリフ・ヨッフェによれば、全露中央消費購買組合の役員は共産主義者では無かったとされる。
一方、日本軍と協働していた白軍のセミョーノフ軍系の新聞「デイロ、ロシー」は、日ソの通商および協調を批判していた。

## 日露通信社の設立案における役員案
- 主任
  - 和泉良之助 - 浦潮日報の発行者[8]
- 補助者
  - 布施勝治 - 大阪毎日新聞通信員[8]
  - 土肥常温 - 国際通信社 社員[8]。通信社史の経歴によれば1886年、東京生れ。早大政経科修了、ロイター及びAP東京支局勤務、1914年3月国際通信社創立とともに勤務、1922年、岩永裕吉とともにワシントン海軍軍縮会議に特派員として派遣とある。
  - 岩堂保 - 外務省嘱託。政務部との連絡役[8]。イギリスからエホー印刷所の買収を行うが、その印刷所を赤色新聞に提供したため問題となる[9]。

## 役員
- 社長: 上田森治[2]
- 通訳: 金田常三郎[2]

## 発行書籍
- 日露年鑑
- 日露通信 (日刊)[10]
- 日露実業新報 (月刊)[10] (日露実業新報社[2])
- ゴーロス・ヤポーニイ (月刊露文)[10]